# Willi Geismeier
Willi Geismeier (* 4. April 1934 in Halle (Saale); † 2. September 2007 in Berlin) war ein deutscher Kunsthistoriker, Museumsleiter und Hochschullehrer. Er war von 1966 bis 1975 sowie von 1983 bis 1985 Direktor der Nationalgalerie in Ost-Berlin, danach bis 1999 Professor an der Humboldt-Universität. Geismeier war insbesondere Experte für die Malerei der deutschen Romantik und des Biedermeier.

## Leben
Nach dem Studium der Kunstgeschichte und Klassischen Archäologie in Jena und Berlin war Geismeier ab 1959 in der zur Ost-Berliner Nationalgalerie gehörenden Sammlung der Zeichnungen tätig. Mit einer Dissertation Zur Bedeutung und zur entwicklungsgeschichtlichen Stellung von Naturgefühl und Landschaftsdarstellung bei Caspar David Friedrich promovierte er 1965/66 an der Humboldt-Universität Berlin. 
Ebenfalls 1966 wurde er zum Direktor der Nationalgalerie, Teil der Staatlichen Museen Berlin (Ost), ernannt. In seiner Amtszeit kaufte er vor allem Werke der in der DDR entstandenen Gegenwartskunst an. Mit seiner fachlich begründeten Ankaufs- und Ausstellungspolitik versuchte er, sich den Einmischungen des Verbandes Bildender Künstler und des Ministeriums für Kultur der DDR zu widersetzen. Er trat auch für Künstler ein, die nicht die offizielle Linie vertraten. Daneben wurden unter seiner Ägide expressionistische und Bauhaus-Kunst, Werke der Neuen Sachlichkeit und der „proletarisch-revolutionären Kunst“ der 1920er-Jahre angekauft, nachdem die Sammlung der deutschen Moderne in der Zeit des Nationalsozialismus als „Entartete Kunst“ abgestoßen worden war. Geismeier stützte nicht nur die moderne nationale Kunst, sondern setzte sich mit der Kunst des 19. und vor allem 20. Jahrhunderts auseinander. Besonders in großen programmatische Ausstellungen konnte er sich um diese Kunstepochen verdient machen. Er organisierte unter anderem die Ausstellungen Deutsche realistische Bildhauerkunst im XX. Jahrhundert (1968), Stilkunst um 1900 in Deutschland (1972) und Realismus und Sachlichkeit. Aspekte deutscher Kunst 1919–1933 (1974). Seit 1972 organisierte er zudem diverse kleinere Ausstellungen unter dem Label „Studio“-Ausstellungen. 
Als er der Aufforderung nicht nachkam, Kunstwerke für Devisen ins kapitalistische Ausland zu verkaufen, wurde er 1975 als Museumsdirektor abgelöst. Seinen Posten übernahm Eberhard Bartke. Geismeier wurde mit einem Forschungsauftrag „abgefunden“, in dieser Zeit entstanden seine Schriften zum Biedermeier und der Malerei der deutschen Romantiker. Von 1983 bis 1985 war Willi Geismeier abermals Direktor der Nationalgalerie. Auf politischen Druck hin trat er von diesem Posten wieder zurück und ging als Professor an das Kunstgeschichtliche Seminar der Humboldt-Universität zu Berlin. Dort nutzte er seine praktischen Kenntnisse bis 1999 in der Kunstforschung und der Lehre.

Grabstätte

Geismeier war in erster Ehe mit der Kunsthistorikerin Irene Geismeier verheiratet, die von 1960 bis 1990 Direktorin der Ost-Berliner Gemäldegalerie war. Das Paar hatte drei gemeinsame Söhne. Seine zweite Ehe war ab 1990 mit der Bildhauerin Evelyn Hartnick-Geismeier. Er starb 2007 im Alter von 73 Jahren an Herzversagen. Seine Grabstätte befindet sich mit der seiner Frau auf dem Französischen Friedhof in Berlin-Mitte.

## Schriften
- Zeichnungen deutscher Romantiker. Nationalgalerie – Sammlung der Zeichnungen. Staatliche Museen zu Berlin, Berlin 1964
- Deutsche Kunst 19./20. Jahrhundert (Altes Museum – Nationalgalerie). Staatliche Museen zu Berlin, Berlin 1966.
- Gemälde, Bildwerke und Zeichnungen des 19. Jahrhunderts. (Nationalgalerie) Staatliche Museen zu Berlin, Berlin 1968.
- Max Lingner. (Biographie). Leipzig: VEB Bibliographisches Institut, 1968.
- mit Heinz Begenau: Theo Balden – Plastik und Graphik (Nationalgalerie). Staatliche Museen zu Berlin, Berlin 1970.
- mit Claude Keisch: Stilkunst um 1900 in Deutschland, Kupfergewerbemuseum, Kupferstichkabinett und Sammlungen der Zeichnungen. Staatliche Museen zu Berlin, Berlin 1972
- Caspar David Friedrich. E. A. Seemann, Leipzig 1973/1998; Weltbild, Augsburg 1994 ISBN 3-89350-721-3
- Herausgeber: Von Courbet bis Cézanne. Französische Malerei 1848–1886; ein Kommentar. Nationalgalerie, Berlin 1982
- Schrecken des Krieges (künstlerische Zeugnisse aus drei Jahrhunderten) Studio-Ausstellung Nationalgalerie im Alten Museum, Mai bis Juni 1983. Staatliche Museen zu Berlin, Berlin 1983
- Die Malerei der deutschen Romantiker. VEB Verlag der Kunst, Dresden 1984; gleichzeitig Kohlhammer, Stuttgart 1984
- Biedermeier, Das Bild vom Biedermeier. Zeit und Kultur des Biedermeier. Kunst und Kunstleben des Biedermeier. Seemann, Leipzig 1979 und 1986
- Biedermeier. Kunst und Kultur. Drei Lilien, Wiesbaden o.a.J.
- Daniel Chodowicki, Berliner Kupferstichkabinett. Seemann, Leipzig 1993
- mit Antje Huwendiek: Über Ursprungsformen. Studien zur Analyse von Elementarzeichen. (Magisterarbeit)